# Schloßplatz (Dresden)
Der Schloßplatz in Dresden gehört zu den historischen Plätzen der Stadt und bildet als Gebäudeensemble eine Sehenswürdigkeit der Altstadt Dresdens. Die den Platz umgebende Bebauung ist weitgehend wiederhergestellt, so dass der Platz seinen ursprünglichen Charakter wieder trägt. Er befindet sich zwischen Elbe und dem namensgebenden Dresdner Schloss.

## Bebauung

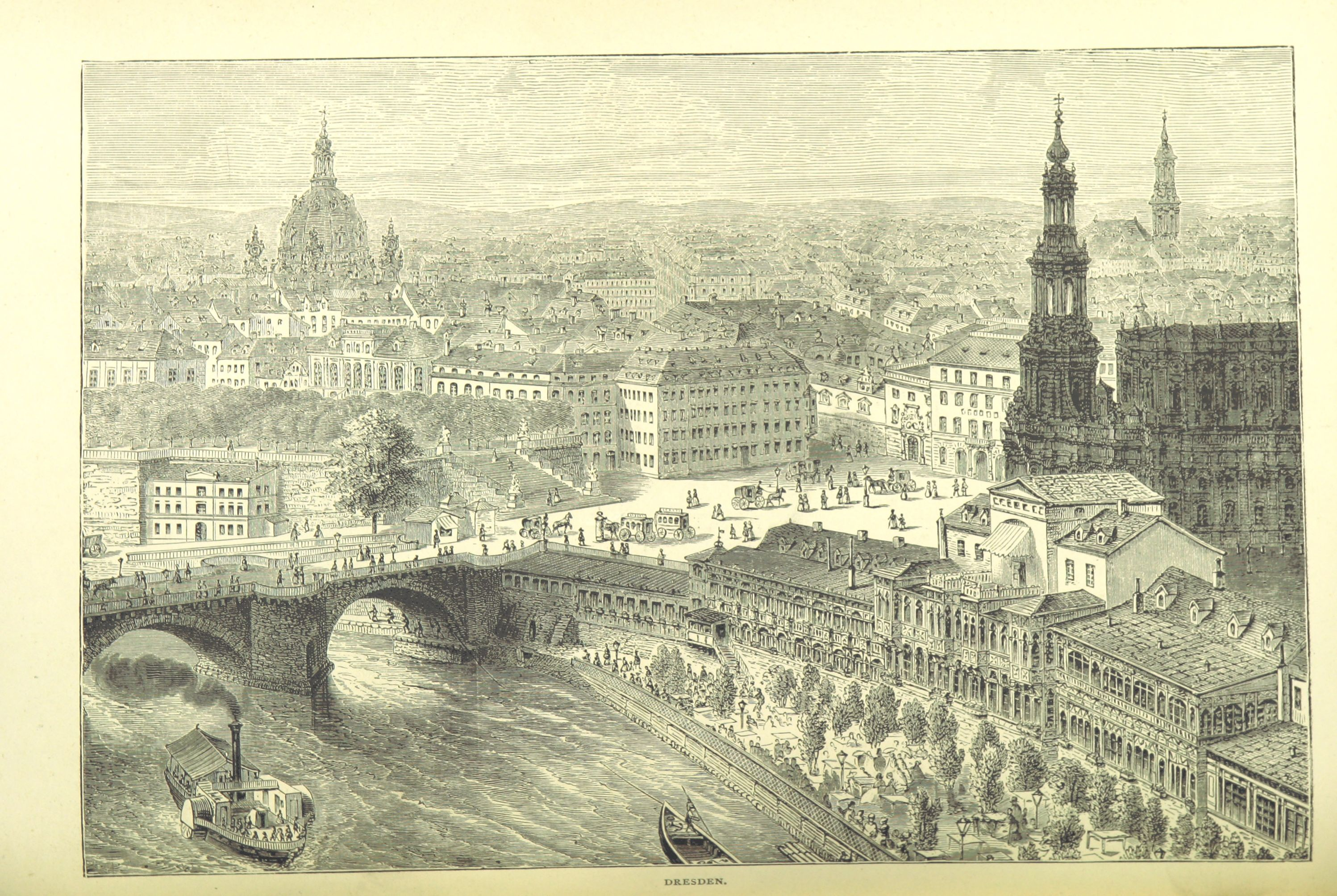
Schloßplatz um 1880

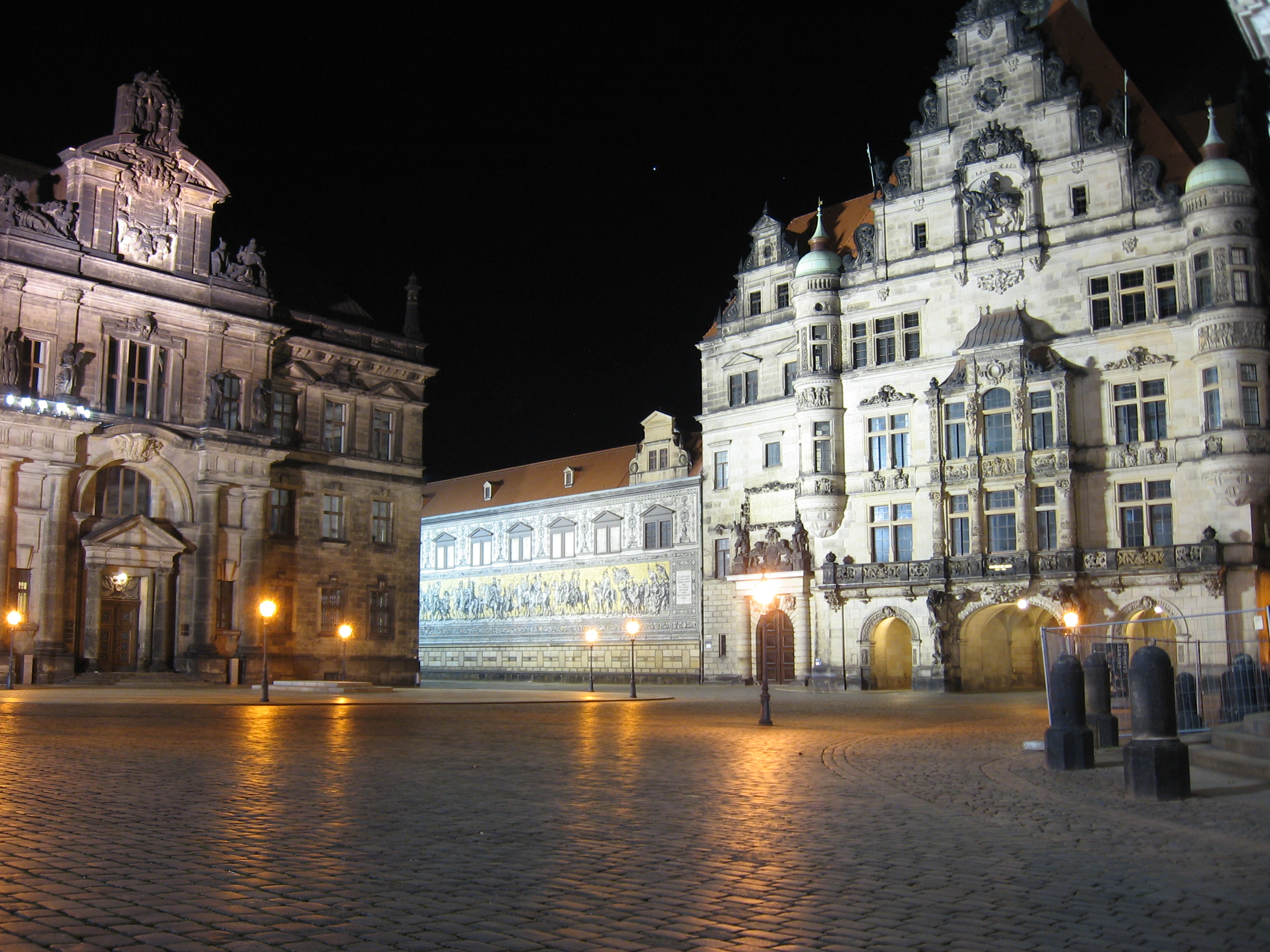
Beginn der Augustusstraße mit dem Fürstenzug

Das Gebiet am Altstadtrand vor dem Hauptbau des Residenzschlosses, das den Schlossplatz bildet, entstand in dieser Form durch Baumaßnahmen, die in verschiedenen Epochen liegen. Anders als die Augustusbrücke, die am Schloßplatz endet, war die mittelalterliche Dresdner Elbbrücke deutlich länger und führte bis zum Elbtor. Zu den Flächen unter den landseitigen Bögen zwischen Elbe und Befestigungsanlagen gab es keine direkte Verbindung. Der aus dem Elbtor entstandene Georgenbau gehört zu den ältesten Teilen des seit dem 15. Jahrhundert immer wieder erweiterten und umgebauten Schlosses. Er wurde aber mit dem Georgentor bis 1901 im Stil der Neorenaissance erneuert. Durch das Tor verläuft die Schloßstraße, die den Platz Richtung Altmarkt verbindet. Ebenfalls am Schloßplatz liegt der etwa 100 Meter hohe Hausmannsturm, der höchste Turm der Schlossanlage und Dresdens.
In der ersten Hälfte des 18. Jahrhunderts erfolgte die aufwendige Umgestaltung der Brücke, an die sich der Bau der Katholischen Hofkirche anschloss. Um den notwendigen Bauplatz im Westen des heutigen Schloßplatzes zu erhalten, wurde nicht nur die alte Münzstätte abgebrochen, sondern auch die Ufermauer zur Elbe verschoben und der Platz bis zur Brücke aufgefüllt. Die Hofkirche, die den Schloßplatz vom Theaterplatz trennt, ist das einzige Gebäude, das dem Platz einen barocken Charakter gibt. Mit dem Schloss ist die Kirche über eine angebaute Brücke verbunden. Die darunterliegende, bis dahin namenlose Gasse wurde am 22. Mai 2007 nach dem italienischen Architekten Gaetano Chiaveri, der die Hofkirche erbaute, Chiaverigasse getauft.
Am Schloßplatz beginnt auch die Augustusstraße, die durch den Fürstenzug bekannt ist. Vom Platz aus sind Teile des Fürstenzugs erkennbar, da dieser unmittelbar am Platz beginnt. Über die Augustusstraße wird der Platz mit dem Neumarkt verbunden.
Gegenüber der Hofkirche befindet sich das Sächsische Ständehaus, in dem das Oberlandesgericht Dresden sitzt. Hier befand sich bis 1894 das Fürstenbergsche Haus, das für den Neubau des Ständehauses abgetragen wurde. Daran schließt die 1814 errichtete Freitreppe zur Brühlschen Terrasse an, die den Platz neben der Auffahrt zur Augustusbrücke abschließt. Ebenfalls in der Zeit der Entfestigung Dresdens, in den 1820er Jahren, wurde die Rampe vom Schloßplatz vorbei am Schiffahrtsgebäude zum Terrassenufer angelegt.

## Denkmale

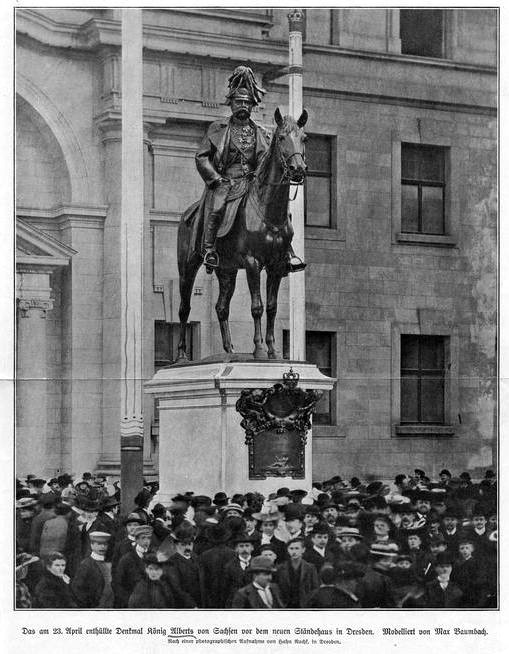
Das ehemalige Albert-Denkmal

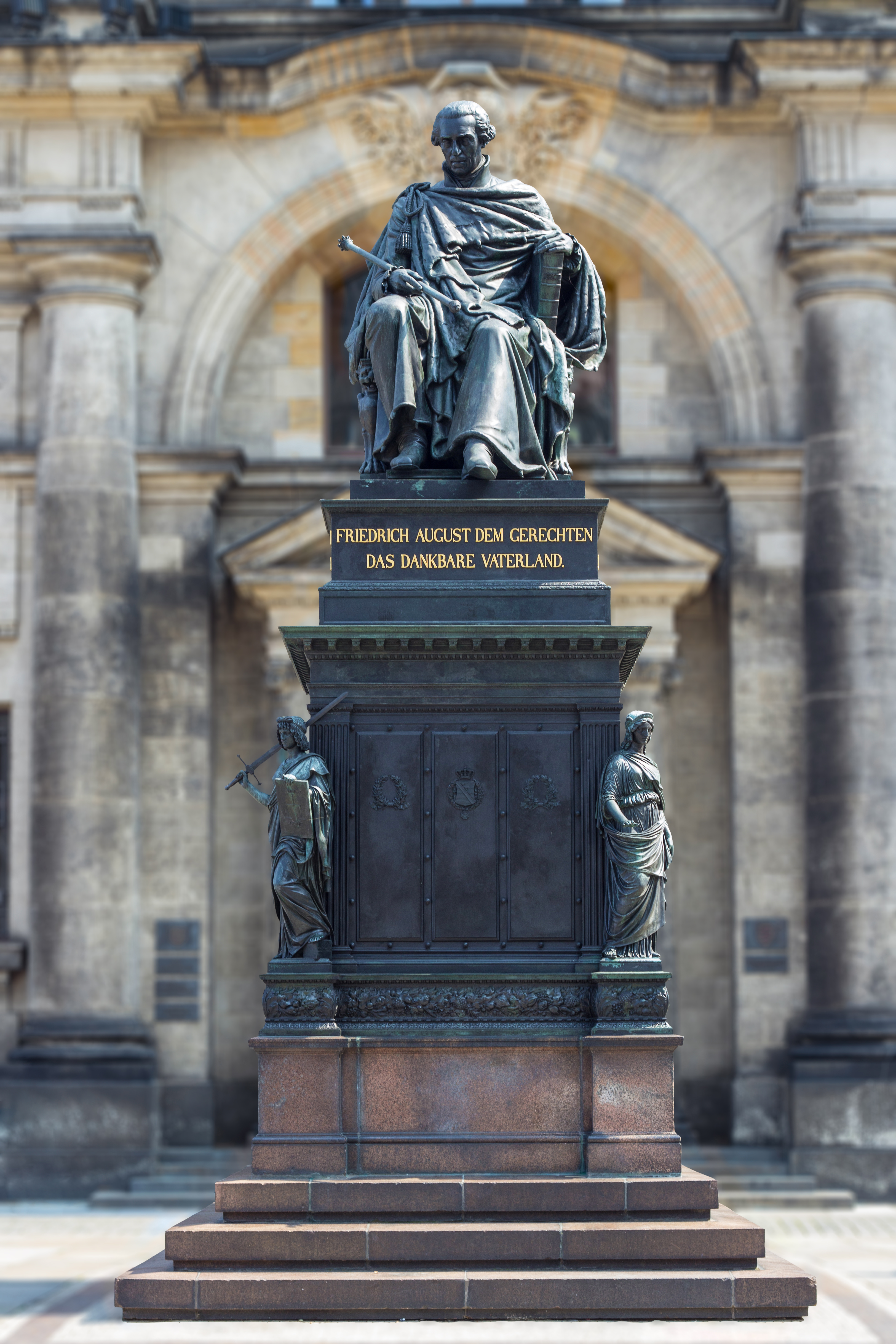
Das heutige Friedrich-August-Denkmal

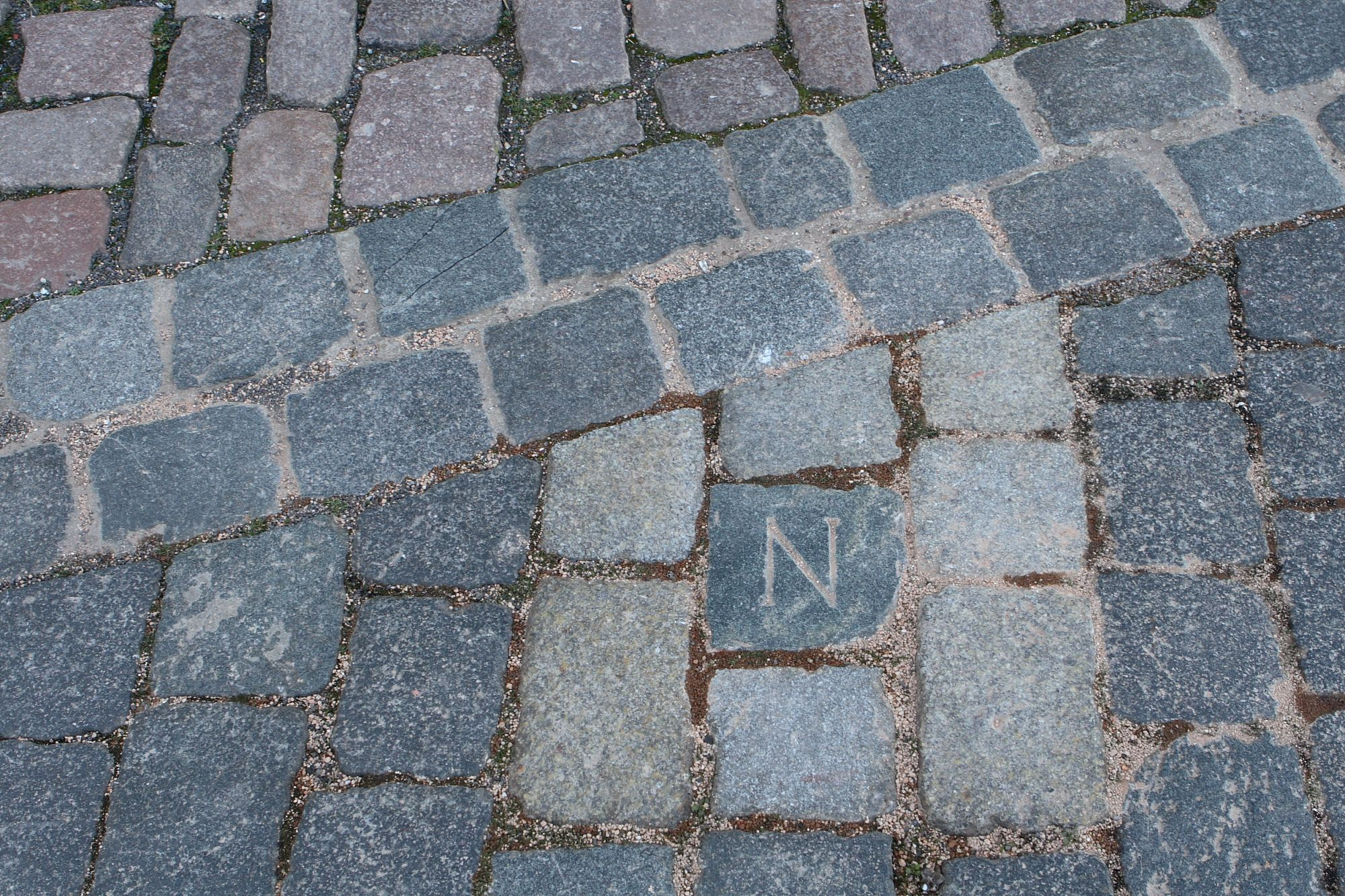
Der Napoleonstein

### Albert-Denkmal
Ein bronzenes Reiterstandbild von Bildhauer Max Baumbach für König Albert von Sachsen wurde vier Jahre nach dessen Tod am 23. April 1906 eingeweiht. Den Bronzeguss führte die Kunstgießerei Pirner & Franz aus Dresden-Löbtau aus. Das Standbild wurde exakt mittig vor dem Hauptportikus des gerade neu errichteten Ständehauses platziert. Albert, der als sächsischer Kronprinz im Deutsch-Französischen Krieg das sächsische Kontingent anführte und später gar zum ersten nicht-preußischen Generalfeldmarschall und Oberbefehlshaber der Maasarmee ernannt wurde, ist in preußischer Generalsuniform dargestellt. Den Denkmalsockel aus weißem Carrara-Marmor entwarf der Architekt des Ständehauses, Paul Wallot. Die Inschrift der Bronzetafel an der Vorderseite lautete: „Albert, König von Sachsen vom 29. April 1873 bis 19. Juni 1902“. Darunter wiederum als Relief eine weibliche Allegorie mit Panzer, Helm und Marschallstab als Verweis auf die militärischen Erfolge Alberts. An der Rückseite des Sockels befand sich eine weitere Inschrift mit den Worten: „Dem unvergeßlichen König gewidmet von der Bürgerschaft der Haupt- und Residenzstadt Dresden.“
Das Denkmal entging der Einschmelzung für die Rüstungsindustrie während des Zweiten Weltkrieges und überstand ebenfalls die verheerenden Luftangriffe weitgehend unversehrt. 1951 wurde das Reiterstandbild jedoch durch die kommunistischen Machthaber entfernt und zunächst in den Hof des Marstalls verbracht. Sein weiterer Verbleib ist unklar. Wahrscheinlich wurde es kurz darauf eingeschmolzen. Das Sockelpodest und die markante Pflasterung wurden 2001 im Zuge der Sanierung des Platzes wiederhergestellt.

### Friedrich-August-Denkmal
An der Stelle des Albert-Denkmals steht seit dem 29. Mai 2008 eine Skulptur von Ernst Rietschel, die den König Friedrich August I. „den Gerechten“ in sitzender Haltung zeigt. Das in der Kunst- und Glockengießerei Lauchhammer gegossene Denkmal wurde 1843 im Zwinger aufgestellt und geweiht, fand 1929 einen Platz am Japanischen Palais und erhielt auf Bemühen der Stadt, der Sächsischen Akademie der Künste und privater Förderer 2008 seinen neuen Aufstellungsort vor dem Ständehaus auf dem Schloßplatz. Zur Weihe am 29. Mai 2008 wurde jene Weih-Hymne gesungen, die Richard Wagner anlässlich der Denkmalsenthüllung 1843 komponiert hatte.

### Napoleonstein
Vor dem Haupteingang der Hofkirche ist ein Pflasterstein mit einem N markiert. Der Pflasterstein zeigt den Ort an, an dem Napoleon Bonaparte am 26. August 1813 gestanden haben soll. An diesem Tag nahm er die Truppenparade vor der Schlacht um Dresden ab.

### Stolperstein
Vor dem Haupteingang der Katholischen Hofkirche wurde zum Gedenken an den sorbischen Kaplan Alojs Andritzki am 11. Juni 2011 – zwei Tage vor dessen Seligsprechung – ein Stolperstein gesetzt.

## Verkehr
Über den Theaterplatz und die Augustusbrücke verlief vor der sanierungsbedingten Sperrung der Brücke[veraltet] im April 2017 gemäßigter Durchgangsverkehr, zudem ist der Hauptteil des Platzes verkehrsberuhigt und über Poller vom Durchgangsverkehr abgegrenzt. Straßenbahnhaltestellen befinden sich unweit entfernt am Theaterplatz.
Durch das Georgentor hindurch läuft die Hauptachse des Fußgänger- und Radverkehrs, die später noch durch Altmarkt, Prager Straße und Wiener Platz sowie Hauptstraße und Albertplatz größtenteils als Fußgängerzone gebildet wird.

## Nutzung
Neben dem Theaterplatz wird der Schloßplatz für politische Veranstaltungen im Wahlkampf genutzt. Da die enge Bebauung sehr viel Nachhall verursacht, finden Konzerte eher auf dem Theaterplatz statt, der wesentlich weitläufiger ist und so eine bessere Akustik hat.